# Neerlands Hoop in Bange Dagen
Neerlands Hoop in Bange Dagen, ook wel afgekort tot Neerlands Hoop, was een cabaretgroep in de jaren 1968 tot 1979, bestaande uit Freek de Jonge, Bram Vermeulen en, officieel vanaf 1977, Jan de Hont.

## Geschiedenis

### Voor Neerlands Hoop
In 1968 richtten Freek de Jonge, Bram Vermeulen en Johan Gertenbach, die elkaar kenden van het Amsterdams Studenten Corps, het cabarettrio Cabriolet op. Freek de Jonge verzorgde de conferences, Bram Vermeulen de muziek en Johan Gertenbach zong. Van meet af aan werden zij begeleid door manager en studiegenoot Just Enschedé. Onder de naam Good Boy Productions richtten zij een gezamenlijke vennootschap onder firma op. Het trio kende slechts weinig successen; volgens een anekdote werd de laatste voorstelling afgelast om met het schaars aanwezige publiek een café in te duiken. Toch wisten zij het voor elkaar te krijgen om in 1967, onder de hippienaam De Paradijsvogels, een single op te nemen van het nummer Het paradijs met op de B-kant Merck toch uw zerck, dat later zou opduiken onder de titel Eens. Toen de single flopte, stapte Gertenbach uit de groep en gingen Vermeulen en De Jonge als duo verder.
Op advies van John Möring, van platenmaatschappij Bovema, stortten Vermeulen en De Jonge zich op het schrijven van Engelstalig materiaal. Ze namen enkele demo's op, waaronder een in Londen, onder leiding van Paul Atkinson van rockgroep The Zombies. Deze demo's werden aangeboden aan diverse platenmaatschappijen, die er echter geen brood in zagen. Hierop keerden Vermeulen en De Jonge weer terug naar het Nederlandstalig cabaret.
In rap tempo begonnen Vermeulen en De Jonge te werken aan materiaal voor een nieuwe cabaretshow. Ook begonnen ze te schrijven voor andere artiesten. Zo schreven ze een vijftal nummers voor het Nationale Songfestival in 1968, die geen van alle door de selectie kwamen. Ook werkten ze een tijd aan een theatershow van Joop Doderer en spraken ze met René van Vooren om tekstbijdragen te leveren voor De Mounties.
Toen Vermeulen van het geld dat hij verdiend had bij Joop Doderer een Hohner Pianet kocht, gaf dit het duo gelegenheid om buiten de oefenruimte te werken aan nieuw cabaretmateriaal. Op 12 juni 1968 ging de eerste voorstelling van het duo in het Microtheater in Delft in première onder de titel Neerlands Hoop.

### Neerlands Hoop in Bange Dagen
Op 8 november 1968 trad Neerlands Hoop op op Cameretten. Het duo werd alom geprezen, maar eindigde op een teleurstellende vijfde plaats. Het bracht Neerlands Hoop echter volop media-aandacht, waarna de optredens binnenstroomden.
Op 29 juni 1969 ging de voorstelling De Dutch Music & Comedy Show Neerlands Hoop in Bange Dagen in première in de Haarlemse Stadsschouwburg. De show kreeg lovende kritieken, om zijn mix van traditioneel cabaret, engagement en kolderieke liedjes en sketches. Hetzelfde jaar verscheen de eerste popsingle van Neerlands Hoop, getiteld Elektrisch Levenslicht, waarop het duo zich liet begeleiden door Jan Akkerman en het Trio Thijs van Leer, het latere Focus. Uit deze tijd stamt ook de single Second Flood, uitgebracht onder bandnaam Slight Ache.
Op 7 oktober 1969 debuteerde Neerlands Hoop op televisie met een lied en een kolderiek interview in het KRO-tv-magazine Verslag op Dinsdag; tevens het tv-debuut van programmamaker Theo Uittenbogaard.
In 1970 verscheen de eerste langspeelplaat, onder de titel Neerlands Hoop in Bange Dagen. Ook dit was een duidelijke popplaat met nummers uit het eerste programma, aangevuld met enkele nieuwe liedjes. Het duo liet zich op deze plaat o.a. begeleiden door Hans Hollestelle op gitaar, Jan Hollestelle op basgitaar en Hans Cleuver op drums.
In 1971 eindigde het eerste programma van Neerlands Hoop. Hierna verscheen een tweede elpee Live in Wadway, een wat groezelige live registratie van het eerste programma, opgenomen in het Westfriese Noord-Hollandse dorpje Wadway.

### In Panama
Na het grote succes van Neerlands Hoop in Bange Dagen brak er een moeilijke periode aan voor De Jonge en Vermeulen. Het was nu hun taak om de hooggespannen verwachtingen voor het tweede programma waar te maken. Op 9 september 1971 ging de show Neerlands Hoop in Panama in première. Het programma overtrof gemakkelijk het succes van het eerste. De rol van Bram Vermeulen werd uitgebreid van muzikaal begeleider op de achtergrond naar aangever voor De Jonge. De muziek kreeg ook een meer belangrijke rol, waarbij Vermeulen naast elektrische piano steeds vaker gitaar speelde.
Hetzelfde jaar verscheen de nieuwe popplaat Neerlands Hoop in Panama, die gemaakt was volgens dezelfde formule als Neerlands Hoop in Bange Dagen, met Hans Hollestelle op gitaar, Frank Noya op bas en Eric Ineke op drums.
In 1972 werden "Bram en Freek", zoals het duo alom bekendstond, gevraagd een gelegenheidsprogramma te schrijven voor het rondreizende Holland Festival van juni 1972. Niet bang voor een uitdaging, accepteerde het duo de uitnodiging en onderbrak hiervoor tijdelijk hun tournee. Het vlot geschreven optreden liet een blauwdruk zien van een komische stijl, met veel chaos, terzijdes en running gags, die De Jonge in zijn latere solocarrière zou perfectioneren. Een opname van deze show verscheen hetzelfde jaar op elpee onder de noemer Plankenkoorts.
Halverwege 1973 kwam er na twee seizoenen een einde aan de succesvolle tournee van Neerlands Hoop in Panama. Een live registratie verscheen op dubbel-elpee onder de titel Weerzien in Panama. De groep mocht datzelfde jaar voor deze plaat een Edison in ontvangst nemen.

### Neerlands Hoop Express
Hierna begonnen Bram en Freek met een nieuw prestigieus project. Ze startten een popgroep onder de naam Neerlands Hoop Express. Diverse topmuzikanten werden gevraagd. Uiteindelijk bestond de band uit Freek de Jonge op zang, Bram Vermeulen op toetsen en zang, Thé Lau op gitaar, Harry Heeren van The Lords op drums en Jan de Hont van ZZ & de Maskers, die in eerste instantie weigerde als gitarist, op basgitaar.
Op 28 december 1973 ging het programma in première in Tuschinsky in Amsterdam. De show kreeg gemengde kritieken. Criticus Anton Koolhaas omschreef de show als "hard en infantiel", anderen roemden juist de gedurfdheid. De teksten handelen voornamelijk over het opgroeien en de jeugdcultuur in de jaren zestig en zeventig. Het programma bestond uit diverse liedjes en met muziek ondersteunde sketches. In mei 1974 streek de Neerlands Hoop Express neer in Theater Carré. Opnamen van deze optredens verschenen datzelfde jaar op dubbel-elpee. In december 1973 was al de single Quo vadis verschenen.
Hierna besloten Bram en Freek zich een jaar te wijden aan televisieprogramma's. Zij tekenden een contract bij de VARA, waar zij zeven specials voor zouden maken, met titels als Ai bandenpech en In het hol van de leeuw. In 1975 verscheen de single Laat dit nooit meer gebeuren uit het tv-programma Uw gift is onze lift. Ondertussen werkte Freek de Jonge onder verschillende pseudoniemen voor muziektijdschrift OOR.
In 1975 werden zij wederom gevraagd een gelegenheidsprogramma te schrijven, ditmaal voor de opening van de Boekenweek van 1975. Het programma handelde over reizen, dat het thema was van de Boekenweek en literatuur in het algemeen. Het programma, met een lovende introductie van Johnny the Selfkicker verscheen onder de naam In genaaid of gebonden op elpee.
Hierna begonnen zij weer aan een nieuwe uitdaging: het schrijven van een rockopera in de stijl van The Who en The Kinks onder de titel Een kannibaal als jij en ik. De musical ging eind 1975 in première, met o.a. Willem Nijholt, Carol van Herwijnen, Serge-Henri Valcke, Bill van Dijk en Corrie van Gorp. De voorstelling werd geen succes en de hoge kosten zorgden ervoor dat hun productiemaatschappij, Good Boy Productions, in de rode cijfers belandde. Hierop besloten De Jonge en Vermeulen om een nieuwe cabaretshow te gaan schrijven met liedjes en sketches.

### Interieur

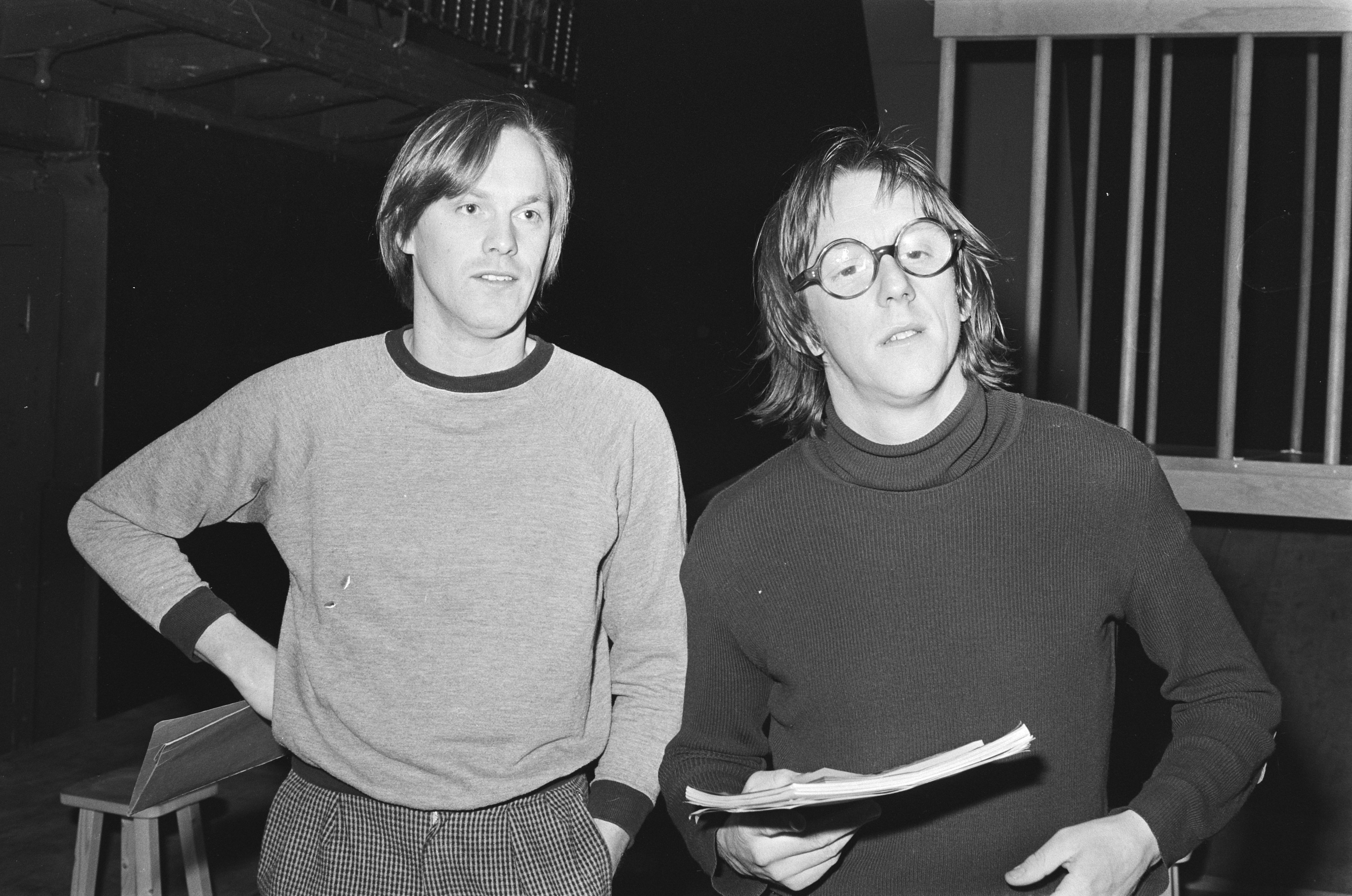
Bram & Freek in 1978

Op 11 februari 1976 ging het programma Interieur in première, dat een terugkeer was naar de stijl van In Panama. Het programma werd, tot wanhoop van Bram Vermeulen, wel 400 keer opgevoerd, mede om de verliezen van Een kannibaal als jij en ik goed te maken.
Hetzelfde jaar brachten Bram en Freek een nieuwe popplaat uit, Hoezo jeugdsentiment. Op deze plaat lieten zij hedendaagse interpretaties horen van popklassiekers uit hun jeugd van onder andere Ramses Shaffy, Cornelis Vreeswijk en Peter Koelewijn. Vooral opvallend was het nummer Peter van Sweet Sixteen, sensueel gezongen door Bram Vermeulen, dat zij kruisten met Walk on the wild side van Lou Reed. Het nummer Blaren van Jaap Fischer moest op het allerlaatste moment van de plaat verwijderd worden, omdat de groep geen toestemming kreeg dit te gebruiken. Het werd vervangen door Marijke van Peter Koelewijn. De band liet zich op deze plaat onder andere begeleiden door Jan de Hont, The Cats, Patricia Paay en Yvonne Keeley. Op 13 september 1976 werden de nummers van de plaat eenmalig opgevoerd in Carré.
Ondertussen ging Interieur in 1977 zijn tweede seizoen in. Halverwege het tweede seizoen, in juni, haakte Jan de Hont aan bij het gezelschap, vooral tot genoegen van Bram Vermeulen, waardoor de nadruk in het programma meer op de muziek kwam te liggen. Eind 1977 liep het programma ten einde. Van de tournee verschenen twee elpees. Op de dubbelelpee Interieur, uitgegeven voor de Nederlandse markt, staan oude opnames van het programma uit het Luxor Theater in Rotterdam en de Stadsschouwburg van Utrecht zoals het was vóór De Hont aanhaakte. Op de enkele elpee Heimwee naar Holland, uitgegeven voor de Belgische markt, staan opnames van het programma uit de Beursschouwburg in Brussel met Jan de Hont.
Door het vele toeren ontstonden er spanningen tussen Freek de Jonge en Bram Vermeulen. Hiernaast begon er ook steeds meer een verschil van inzicht te tonen, waarbij Freek voornamelijk de komische en Bram voornamelijk de muzikale kant op wilde. Moe geworden van alle ruzies en onmin besloot jeugdvriend en manager van het eerste uur Just Enschedé op te stappen.

### Actie Argentinië
26 oktober 1977 plaatste het Nederlands elftal zich voor het Wereldkampioenschap voetbal van 1978 in Argentinië, dat op dat moment geregeerd werd door de totalitaire leider Jorge Videla en midden in de Vuile Oorlog zat. Ondanks de morele bezwaren, die ook op hoog politiek vlak speelden, wilde het Nederlands elftal toch afreizen naar Argentinië.
Freek de Jonge kon het, met in zijn achterhoofd de Olympische Spelen in 1936, niet verkroppen dat Nederland zonder boe of bah zou deelnemen aan dit toernooi. Daarom bedacht hij in januari 1978 de Actie Argentinië, die hij met Bram Vermeulen uitwerkte. Zij zetten een boycotactie op, die zij via een persconferentie groots aankondigden. Hierbij werden zij gesteund door het Solidariteitscomité Argentinië-Nederland.
Neerlands Hoop ging het land in om diverse discussieavonden te houden. Daarnaast startten ze een nieuw popprogramma, met veelal oude Neerlands Hoop-liedjes, onder de titel Bloed aan de paal, dat zij opvoerden met Music Garden, de band die Jan de Hont na Neerlands Hoop Express had opgericht met Thé Lau. Hoogtepunt van het programma was het slotlied Het is weer tijd om te bepalen waar het allemaal op staat, waarin De Jonge stelt:
"We gaan naar Argentinië, waar dagelijks wordt gemoord
Maar daar is nu eventjes geen tijd voor zojuist heeft Rep gescoord
Zonder Cruijff in de finale, wie had dat verwacht
En op de eretribune zitten Wiegel en Van Agt"

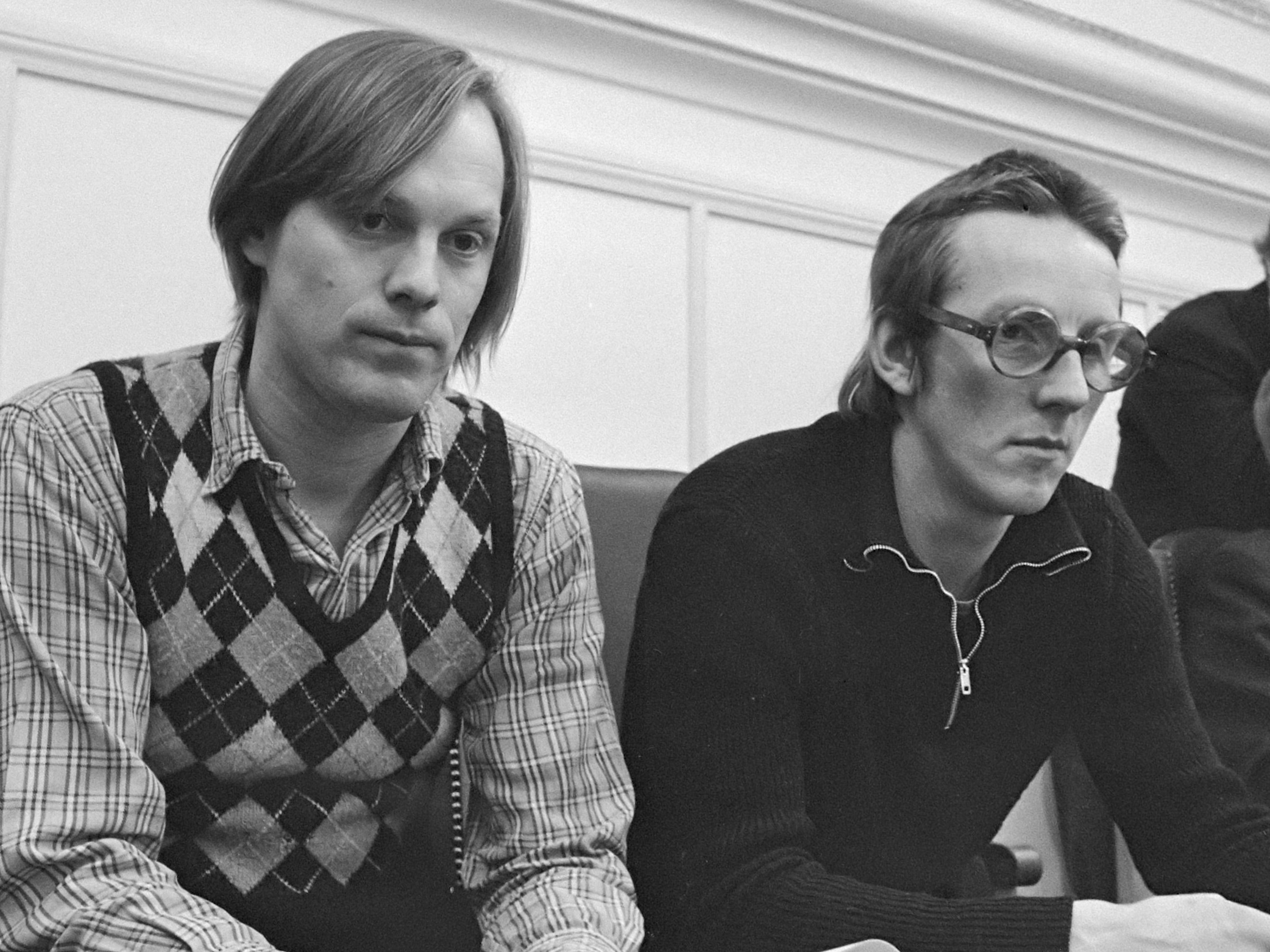
Bram Vermeulen en Freek de Jonge (Neerlands Hoop) op publieke tribune in de Tweede Kamer (1978)

Hoewel de groep weinig steun kreeg vanuit de politiek en alleen de PPR volledig wist mee te krijgen, was de toon wel gezet. Er werden door diverse Kamerleden Kamervragen gesteld en er moest op hoog niveau diplomatiek overleg gevoerd worden, tussen verschillende ambassadeurs.
Ook de, in de haast gemaakte, elpee Bloed aan de paal, waarvan de opbrengst ten goede kwam aan de Actie Argentinië, deed het goed. De Jonge en Vermeulen haalden, met een door hun opgezette petitie, 60.000 handtekeningen op en de aandacht voor de mensenrechtensituatie in Argentinië was vele malen groter dan voorheen, ondanks het feit dat de publieke opinie nog steeds voor deelneming aan het WK was en het Nederlands elftal gewoon mee zou doen aan het eindtoernooi.
Na de Actie Argentinië sloten Vermeulen, De Jonge en De Hont zich enkele weken op in Kasteel Nemerlaer in Haaren om met een mobiele studio de popplaat Ik ben volmaakt gelukkig op te nemen. Opvallend hierbij was dat De Jonge muzikaal deel was gaan uitmaken van de band, als drummer. De plaat verscheen in de zomer van 1978.

### Code
Op 13 september 1978 ging het programma Offsmboet Ippq Dpef in première, dat geheimtaal (Caesar-rotatie) is voor Neerlands Hoop Code. De nadruk van dit programma lag meer dan ooit op de punk- en rockmuziek. De muzikale basis werd gelegd door Bram Vermeulen en Jan de Hont, Freek de Jonge speelde drums. De, over het algemeen snoeiharde, nummers werden afgewisseld door chaotische en wrange sketches van De Jonge over psychiatrische instellingen en paranoia. Hoewel het publiek nog steeds enthousiast was, waren de kritieken slecht. Met name de muziek van de show werd afgekraakt, waarbij de recensenten hun pijlen steeds nadrukkelijker richtten op Vermeulen.
De sfeer tussen De Jonge en Vermeulen werd vanaf dat moment steeds killer. Vermeulen trok voornamelijk op met Jan de Hont en Freek de Jonge ging meer zijn eigen gang. Er werd weinig gecommuniceerd buiten het podium om en omgekleed in aparte kleedkamers.
Mei 1979 diende zich een nieuwe uitdaging aan, toen Neerlands Hoop gevraagd werd zeven optredens te doen in een avant-gardetheater in Londen. Om te redden wat er te redden viel en het oude gevoel terug te krijgen werd, tot zijn eigen teleurstelling, gitarist Jan de Hont aan de kant gezet. Voor vertrek werd op 1 juni nog de Engelstalige single Two busses opgenomen, dat eerder als Twee bussen in Een kannibaal als jij en ik en Bloed aan de paal stond en, met deze opname onder de arm, vertrok het tweetal naar Londen om daar de voorstelling Dutch Hope te spelen. Ondanks de enthousiaste reacties van het Engelse publiek bracht de voorstelling geen oplossing voor de gerezen animositeit tussen de twee cabaretiers.
Op 11 september bracht Freek de Jonge naar buiten dat hij besloten had te stoppen met Neerlands Hoop. Bram Vermeulen voelde zich hierdoor ernstig voor het blok gezet. Het programma Code werd in uiterste spanning voortgezet tot op 23 december in Haarlem het doek viel voor het programma en Neerlands Hoop.
In 1980 verscheen nog de verzamelplaat De toetjes, met overgebleven materiaal als Engelstalige singles, B-kanten en bijzondere opnames uit televisieprogramma's.

### Na Neerlands Hoop
Direct na het uiteengaan van Neerlands Hoop stortte Freek de Jonge zich op zijn eerste solovoorstelling, De Komiek. Bram Vermeulen besloot om met Jan de Hont een popgroep op te richten, De Toekomst, die in juni 1980 vorm kreeg toen een deel van de popgroep Pee Wee & the Specials, met onder andere Jakob Klaasse, zich bij hen aansloot.
In 1987 speelde Freek de Jonge een voorstelling rond zijn boek Het damestasje. Hierin speelde hij voor het eerst weer enkele Neerlands Hoop-klassiekers als We moeten strijden voor de Wadden en De harde waarheid. In zijn latere voorstellingen kwamen steeds vaker Neerlands Hoop-nummers terug.
Eind jaren tachtig werd de vraag naar cd-uitgaven van het werk van Neerlands Hoop steeds luider. In 1989 gaf platenmaatschappij EMI, dat Bovema had overgenomen, daarom de grote shows Weerzien in Panama, Neerlands Hoop Express, Interieur en Offsmboet Ippq Dpef op kleine schaal uit op cd voor het Theater Instituut Nederland. Daarbij kwam er een officiële gezamenlijke heruitgave van de elpees Hoezo jeugdsentiment en Ik ben volmaakt gelukkig, die wel verspreid werd via de platenzaken. In 1993 kwam er een officiële verzamel-cd uit met de beste nummers van Neerlands Hoop, samengesteld door Jacques Klöters.
Bram Vermeulen hervond zich in 1989 met de elpee Rode wijn als Nederlands chansonnier en wilde vooral afstand nemen van zijn Neerlands Hoop-verleden. Toch nam hij op zijn verzamelplaat Tijd uit 1995 twee Neerlands Hoop-nummers opnieuw op, Kijk dat is Kees en Elsje.
Ook Freek de Jonge greep steeds duidelijker terug naar het oeuvre van Neerlands Hoop. In 1996 maakte hij samen met de Nits onder de naam FRITS een muzikale voorstelling in de stijl van Neerlands Hoop Express. In deze voorstelling nam hij een flink aantal Neerlands Hoop-nummers op. In 1998, na het succes van zijn single Leven na de dood, nam hij, in samenwerking met Robert Jan Stips zelfs bijna een hele plaat op met Neerlands Hoop-klassiekers onder de naam Rapsodia.
Waardering voor wat Neerlands Hoop betekend heeft voor het Nederlandse cabaret kwam in 2003, toen de Vereniging van Schouwburg- en Concertgebouwdirecties de Neerlands Hoop-cabaretprijs instelde. Deze prijs wordt ieder jaar door een vakjury toegekend aan "die veelbelovende theatermaker(s) die het grootste toekomstperspectief heeft/hebben".
In 2004 achtte De Jonge het tijd voor een hereniging in zijn televisiereeks De vergrijzing. Hij nam contact op met Bram Vermeulen, maar deze weigerde, omdat hij juist zoveel moeite had moeten doen, zich los te vechten van zijn Neerlands Hoop-verleden. Kort na het gesprek, op 4 september, overleed Vermeulen in Italië aan een hartstilstand. Bij het overlijden van Bram Vermeulen zei Freek: "Ik heb hem ná Neerlands Hoop nog een keer of acht gesproken, waarvan zes keer met onaardige afloop."
De voorgenomen aflevering met Vermeulen werd omgebouwd tot een hommage aan Neerlands Hoop onder de titel Neerlands Hoop in Memoriam, waarin artiesten als Jan de Hont, Thé Lau, Bart Peeters, Stef Bos, Huub van der Lubbe, Jenny Arean, Frank Boeijen en Boudewijn de Groot hun eerbetoon brachten aan Neerlands Hoop. Het programma, dat op 5 december 2004 werd uitgezonden, werd opgedragen aan Bram Vermeulen.
In 2006 verscheen het complete oeuvre van Neerlands Hoop officieel op cd, met uitzondering van Een kannibaal als jij en ik, De toetjes en niet eerder heruitgegeven singles. Door een fout bij platenmaatschappij EMI staat op de cd Hoezo jeugdsentiment toch het nummer Blaren in plaats van Peter Koelewijns Marijke, dit tot groot ongenoegen van de ondertussen weer naar buiten getreden Joop Visser. Freek de Jonge hekelde in de pers de slordigheid en onzorgvuldigheid waarmee de heruitgaven waren uitgegeven en het ontbreken van de elpee De toetjes.

## Discografie

### Popalbums
- 1970 - Neerlands Hoop In Bange Dagen - 12"lp - IMPERIAL - 5C 054 24171
- 1971 - Neerlands Hoop In Panama - 12"lp - IMPERIAL - 5C 056 24501
- 1976 - Hoezo Jeugdsentiment?... - 12"lp - EMI - 5C 064 25445
- 1978 - Ik Ben Volmaakt Gelukkig - 12"lp - BOVEMA NEGRAM - 5N 062 25990

### Liveregistraties
- 1971 - Live In Wadway (N.H.) - 12"lp - IMPERIAL - 5C 054 24335
- 1972 - Plankenkoorts - 12"lp - IMPERIAL - 5C 038 24722
- 1973 - Weerzien In Panama - 2 12"lp's - IMPERIAL - 5C 188 24796/97
- 1974 - Neerlands Hoop Express - 2 12"lp's - IMPERIAL - 5C 188 25113/14
- 1975 - Neerlands Hoop In Genaaid Of Gebonden - 12"lp - EMI - 5C 062 25178
- 1976 - Een Kannibaal Als Jij En Ik - 2 12"lp's - EMI - 5C 148 25424/25
- 1977 - Neerlands Hoop Interieur - 2 12"lp's - EMI - 5C 156 25696/97
- 1977 - Heimwee Naar Holland - 12"lp - EMI - 4C 058 25817
- 1978 - Bloed Aan De Paal - 12"lp - EMI - 5C 028 25912
- 1979 - Offsmboet Ippq Dpef (B=A) - 2 12"lp's - BOVEMA NEGRAM - 1A 156 26393/94

### Verzamelalbums
- 1975 - 28 Liedjes Van Bram En Freek - 2 12"lp's - EMI - 5C 184 25272/73
- 1981 - De Toetjes - Neerlands Hoop 1967-1980 - 12"lp - EMI - 1A 064 26746
- 1993 - Neerlands Hoop In Bange Dagen - 2 cd's - EMI - 827 402 2
- 1997 - Hoezo Jeugdsentiment?... + Ik Ben Volmaakt Gelukkig - 2 cd's - EMI - 856 889 2
- 2018 - Compleet - 9 dvd's - 3 cd's - 1 vinyl-ep - boeken - RHR – ISBN 9789047624318

### Singles
- 1967 - Het Paradijs / Merck Toch Uw Zerck - 7"single - IMPERIAL - IH 736 (als De Paradijsvogels)
- 1969 - Zeven Ballen En Een Piek / Elektries Levenslicht - 7"single - IMPERIAL - 5C 006 24103 (met Focus)
- 1969 - De Douarière / Tam Tam Rond Een Totempaal (Running Nose) - 7"single - IMPERIAL - 5C 006 24121
- 1970 - Second flood / Back To The Zoo - 7"single - IMPERIAL - 5C 006 24200 (als Slight Ache)
- 1973 - Quo Vadis / Gooi Een Kwartje In De Jukebox - 7"single - IMPERIAL - 5C 006 24881
- 1975 - Uw Gift Is Onze Lift / Laat Dit Nooit Meer Gebeuren - 7"single - IMPERIAL - 5C 006 25070
- 1976 - Peter / Beestjes - 7"single - EMI - 5C 006 25527